# Namco Museum Encore
Namco Museum Encore (ook wel Namco Museum Vol. 6) is een computerspel dat exclusief in Japan uitkwam. Het compilatiespel bevat met spellen uit de jaren tachtig. Het spel kwam op 30 oktober 1997 uit voor de PlayStation.
Het omvat de volgende spellen:
- Dragon Saber (1990)
- Wonder Momo (1987)
- Rompers (1989)
- Motos (1985)
- Sky Kid (1985)
- King & Balloon (1980)
- Rolling Thunder (1986)

## Ontvangst
| Beoordeeld door                     | Jaar | Score |
| ----------------------------------- | ---- | ----- |
| Digital Press - Classic Video Games | 2004 | 90%   |
| Consoles Plus                       | 1998 | 87%   |
| NowGamer                            | 1997 | 79%   |